# Letecké modelářství

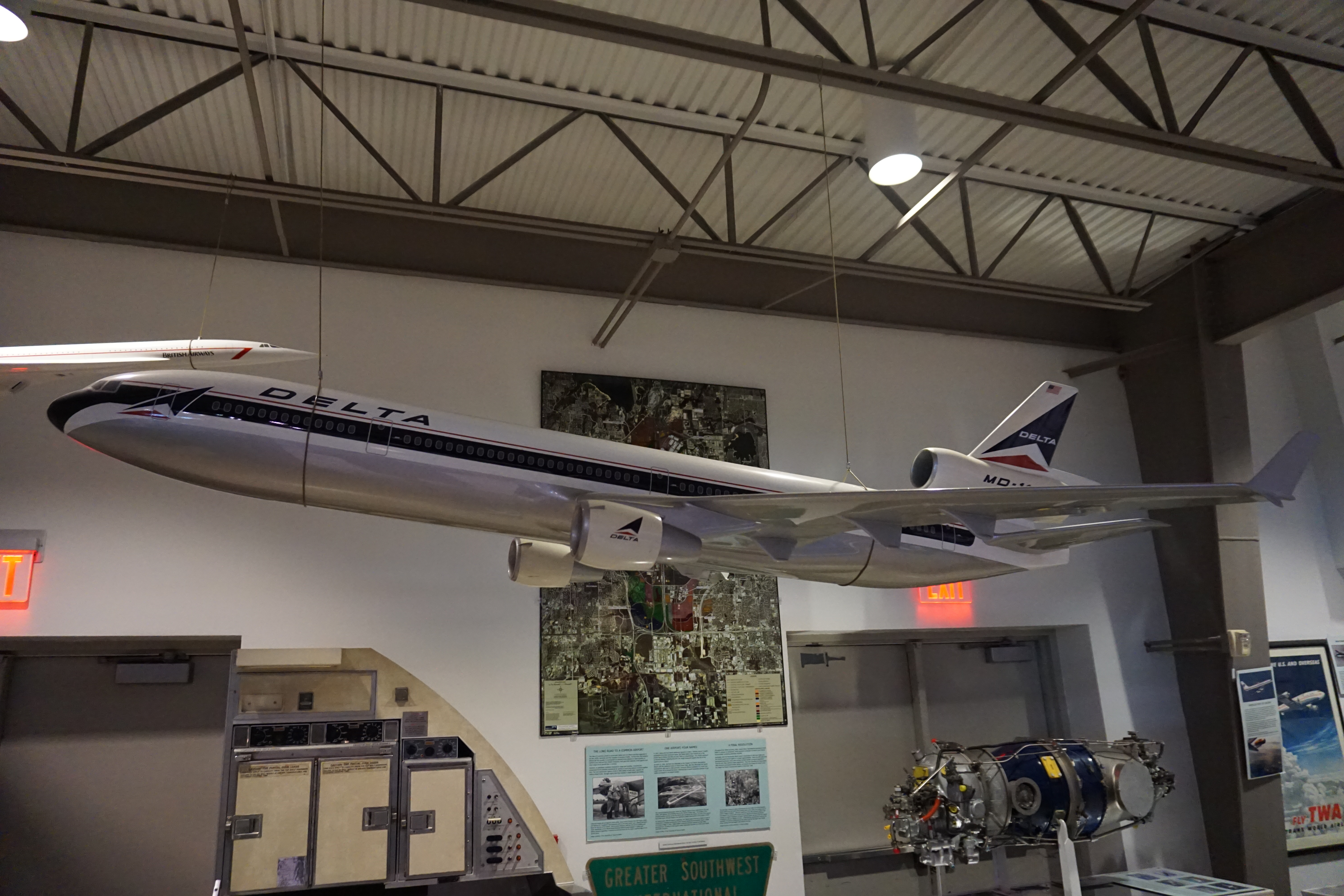
Model letounu McDonell Douglas MD-11 letecké společnosti Delta v leteckém muzeu

Letecké modelářství je forma modelářství, které se zabývá stavbou modelů existujících nebo imaginárních letadel. Jde o zmenšeniny letadel za pomocí materiálů jako je balsa, pěnové hmoty (polystyren, polypropylen apod.), papíru, kovů či laminátů. Letecký model může být například papírové letadlo („vlaštovka"), menší letouny či helikoptéry poháněné motůrky až po velké modely. Letecké modely kontrolované bezdrátově nazýváme RC letadla (rádiem-řízená letadla). Některé letecké modely nejsou určeny k létání.

## Česko
Letecké modelářství je významným českým národním sportem. Letecké a raketové modelářství je Leteckým sportem, který uznává i Mezinárodní olympijský výbor. Zveřejněno zde na stránkách Českého olympijského výboru. O české letecké modelářství se stará Svaz modelářů ČR, kde funguje Klub Leteckých modelářů. Svaz modelářů ČR zastupuje české modeláře v nejvyšší světové letecké organizaci Mezinárodní letecká federace ve své modelářské části.